# 香港2013年2月
- 2月1日：全國政協選出新一屆委員，香港藝人成龍及汪明荃等首次當選[1]。
- 2月1日：天水圍天秀墟開業，主要售賣的乾貨、蔬菜、日用品、衫褲，甚至提供剪髮服務，共有182多個檔位[2][3]。
- 2月11日（大年初二），鄉議局主席劉皇發在沙田車公廟為香港求得一支下籤。籤文內容為「駟馬高車出遠途，今朝赤腳返回廬；莫非不第人還井，亦似經營乏本歸」。指要防範小人。[4]
- 2月15日，女浮屍捲船底案。
- 2月26日，九名參加勝景遊的埃及旅行團團友在樂蜀乘坐熱氣汽球觀光時，熱汽球於降落前突然著火，駕駛員及兩名英國遊客及時跳下逃生，但熱汽球因重量減輕而再次升高並發生爆炸，九名港人團友及其餘來自英國、法國、日本及匈牙利的遊客全部罹難。其後一名曾跳下逃生的英國遊客傷重不治，令是次意外共造成19人死亡。（參見：埃及樂蜀熱氣球事件）
- 2月26日：外傭居港權爭議的主要訴訟「Vallejos訴人事登記處處長」案的終審上訴在終審法院開審。[5]
- 2月27日，財政司司長曾俊華宣讀本年度的財政預算案。